# Rhaphium eburnea
Rhaphium eburnea är en tvåvingeart som först beskrevs av Octave Parent 1927.  Rhaphium eburnea ingår i släktet Rhaphium och familjen styltflugor. Inga underarter finns listade i Catalogue of Life.